# Balas Egon

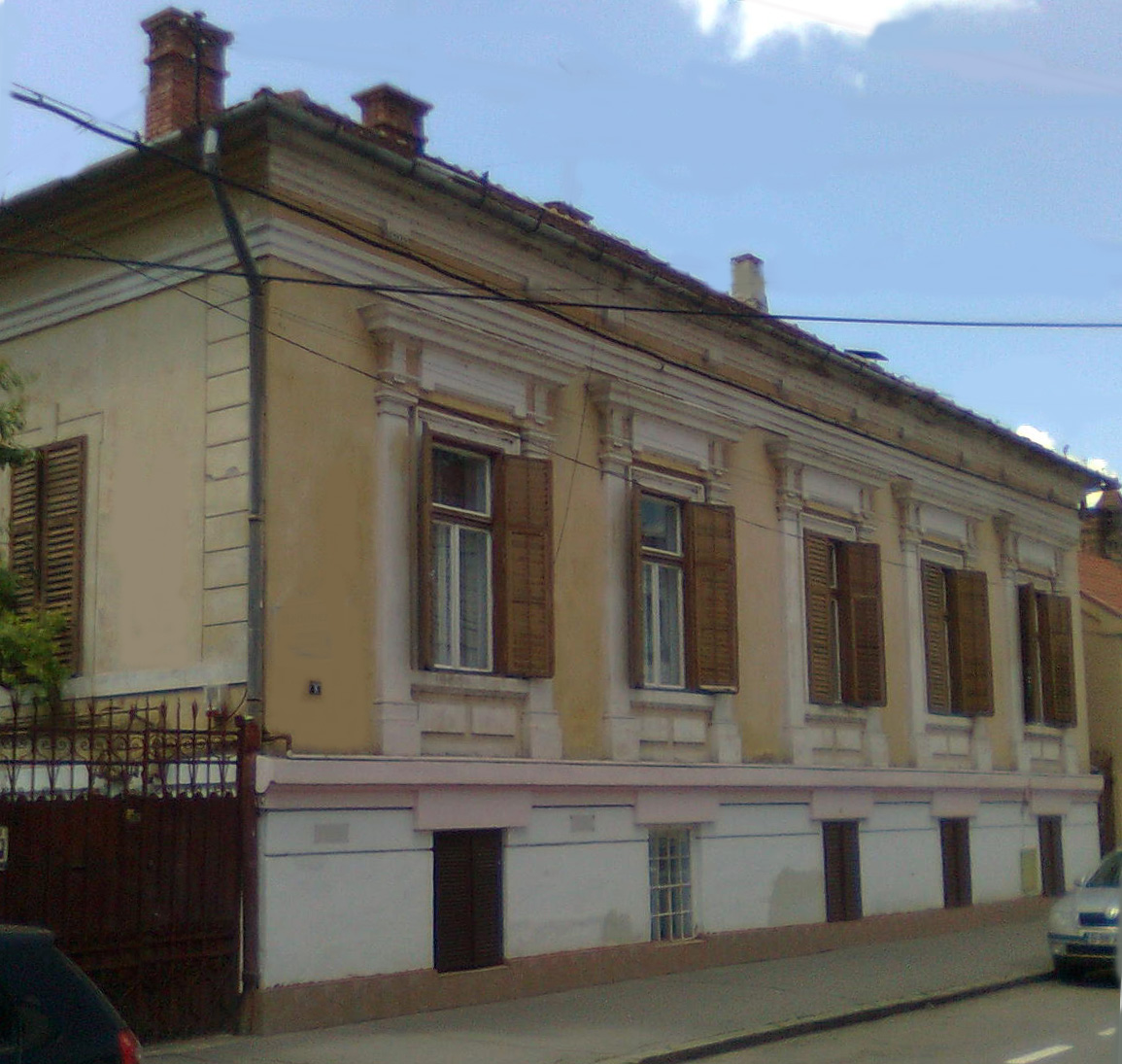
Szülőháza Kolozsvárott a Fadrusz János (ma Mihai Eminescu) utca 5. szám alatt

Egon Balas (magyarosan Balázs Egon) (Kolozsvár, 1922. június 7. – 2019. március 18.) zsidó származású amerikai-magyar matematikus, az MTA külső tagja.

## Élete
Eredeti neve Blatt Egon volt, amelyet előbb Balázs Egonra magyarosított, majd Egon Balasra románosított, és ezzel a névvel lett Amerikában híres alkalmazott matematikus. Fiatalon részt vett az ellenállási mozgalomban, kommunista lett (a bújdosás mentette meg koncentrációs tábortól), a háború után a Román Kommunista Párt tagja, pártkarrier várományosa. 1949-ben elvégezte a Bolyai Tudományegyetem közgazdasági szakát. 1948-ban a román követség első titkáraként a londoni diplomáciai kar legfiatalabb tagja volt, majd a külügyminisztériumban volt felelős beosztása. 1952-ben letartóztatták, több mint két évet töltött a hírhedt Malmezonban (a bukaresti „Andrássy út 60”-ban), többnyire magánzárkában. Miután kiengedték, a Román Akadémia bukaresti közgazdaságtudományi intézetében dolgozott.
− Ott nőttem fel, nagyon-nagyon szerettem Kolozsvárt, szép város volt. Sokat jelent a magyar nyelv, az anyanyelvem. Néha megkérdezik: hogy van ez nálad, románul is beszélsz, magyarul is? Román iskolába jártam, de magyar az anyanyelvem. Ezt a legtömörebben az érzékelteti, hogy verset igazán csak magyarul élvezek. Megértem angolul, franciául, németül, románul is, de csak magyarul élvezem.

A román bolsevik világból ekkor már kiábrándult, de még mindig kommunistának tekintette magát. Harminchét éves korában egyetemi tanulmányok nélkül, könyveket olvasva mélyült el az alkalmazott matematika új ágának, az operációkutatásnak a tanulmányozásában. 1966-ban családjával együtt kivándorolt, 1967-ben az Egyesült Államokba került, ahol Pittsburgh-ban a Carnegie Mellon University, Tepper School of Business tanára lett. Az ún. additív algoritmus, amelyet még külföldre való távozása előtt közölt, meghozta számára a sikert. Ennek is köszönhette, hogy együtt dolgozhatott a lineáris programozás atyjával, George Dantziggal. A diszjunktív programozás megalapítója. 1967-ben Brüsszelben doktorált közgazdaságtanból, majd 1968-ban Párizsban matematikából. 2004-től az MTA külső tagja.

## Munkássága
Kutatási területei: matematikai programozás (azon belül egész értékű programozás), kombinatorikus optimalizálás, gráf- és hálózatelmélet.

### Könyvei
- Integer Programming and Combinatorial Optimization: 4th International IPCO Conference, Copenhagen, Denmark, May 29-31, 1995 Proceedings (Ed. Egon Balas, Jens Clausen)
- 50 Years of Integer Programming 1958–2008, Part 1, 283-340 Disjunctive Programming, Springer, 2010.
- Will to freedom: A Perilous Journey through Fascism and Communism, Syracuse University Press, 2000 (megjelent magyarul, franciául, németül is)[3]

### Cikkei (válogatás)
- E. Balas, A. Saxena: Optimizing Over the Split Closure, Mathematical Programming 113, 2 (2008), 219–240.
- E. Balas, M. Perregaard: A Precise Correspondence Between Lift-and-Project Cuts, Simple Disjunctive Cuts, and Mixed Integer Gomory Cuts for 0-1 Programming, Mathematical Programming B (94), 2003; 221–245.
- E. Balas, S. Ceria, G. Cornuéjols: Mixed 0-1 Programming by Lift-and-Project in a Branch-and-Cut Framework, Management Science 42, 1996; 1229–1246.
- E. Balas: The Prize Collecting Traveling Salesman Problem: II Polyhedad Results, Networks 25, 1995; 199–216.
- E. Balas, S. Ceria, G. Cornuéjols: A Lift-and-Project Cutting Plane Algorithm for Mixed 0-1 Programs, Mathematical Programming 58, 1993; 295–324.
- E. Balas: The Prize Collecting Traveling Salesman Problem I, Networks 19, 1989; 621–636.
- E. Balas, J. Adams, D. Zawack: The Shifting Bottleneck Procedure for Job Shop Scheduling, Management Science 34, 1988; 391–401.
- E. Balas, V. Chivatal, J. Nesetril: On The Maximum-Weight Clique Problem, Mathematics of Operations Research 12, 1987; 522–536.
- E. Balas: Disjunctive Programming, Annals of Discrete Mathematics 5, 1979; 3–51.
- E. Balas: An Additive Algorithm for Linear Programming in Zero-One Variables, Operations Research 13 (4), 1965; 517–546.

## Emlékezete
A Magyar Operációkutatási Társaság 2023-ban Balas Egon-díjat alapított a fiatal kutatók kiemelkedő operációkutatási eredményeinek elismerésére.

## Díjai
- Neumann János elméleti díj (1995, Institute for Operations Research and Management Science)
- EURO aranyérem (2001)

## Budapesten 2014-ben

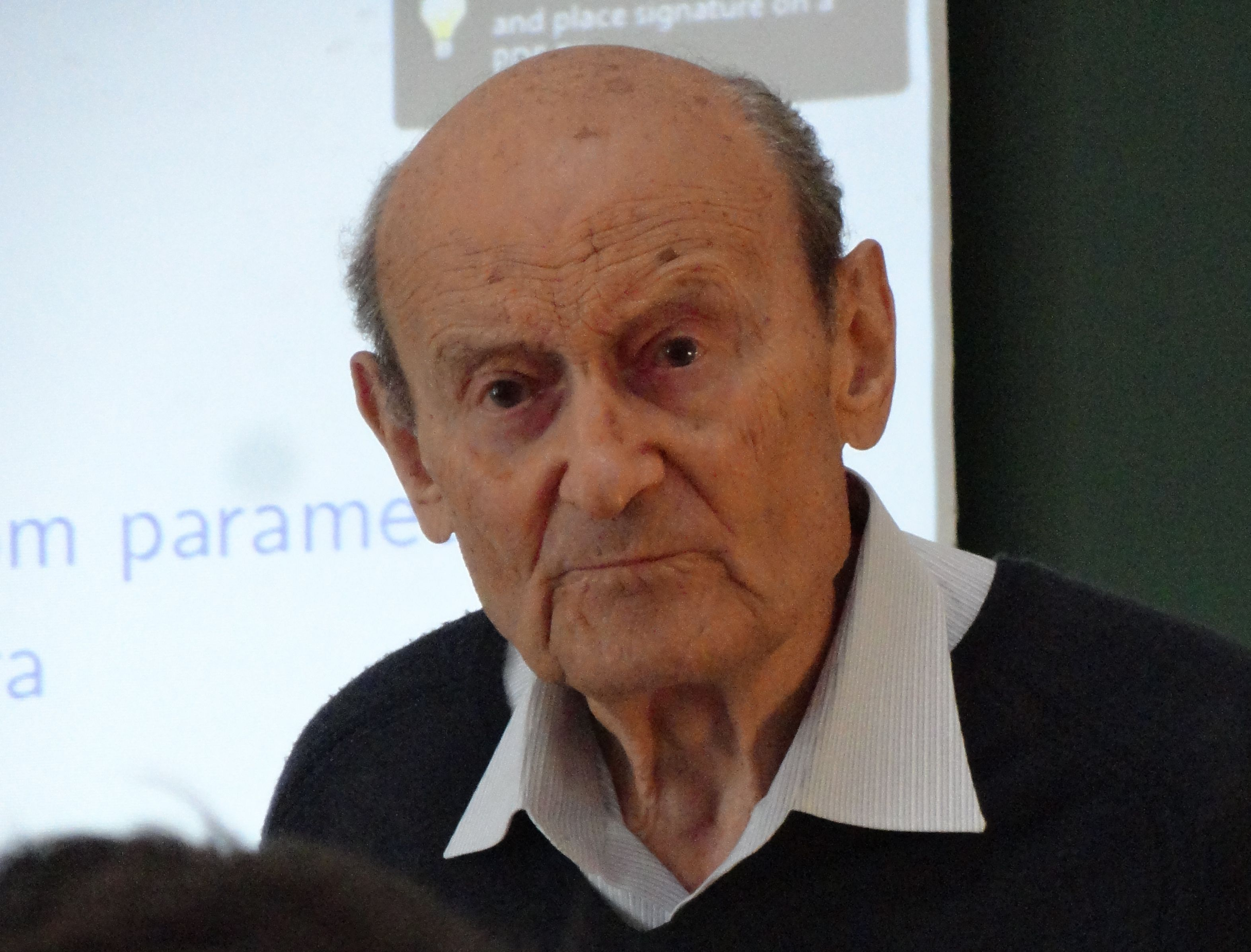
Hujter Mihály felvétele
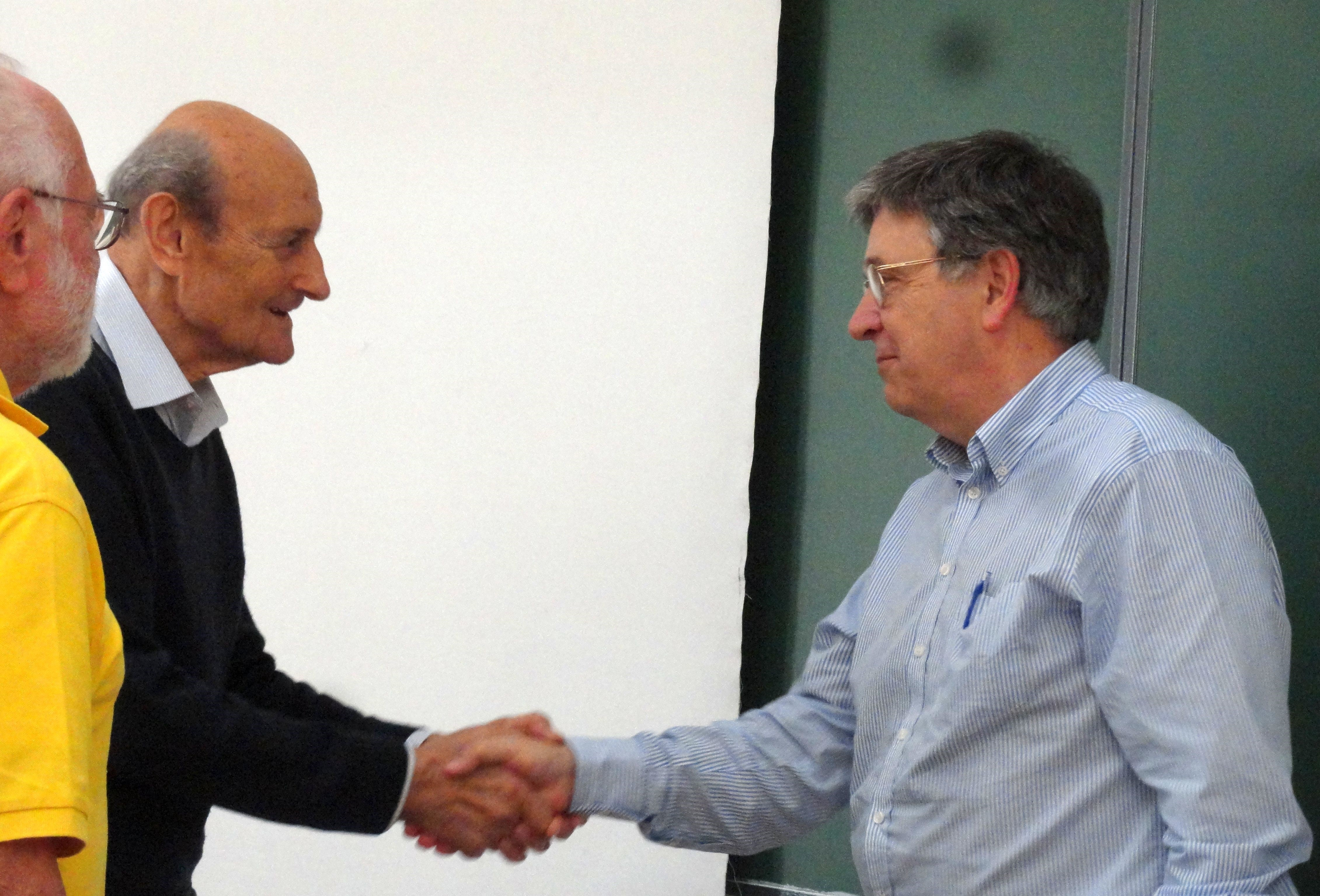
Lovász Lászlóval (Hujter Mihály felvétele)